# Dick Snider
Richard „Dick“ Elwood Snider (* 3. April 1929 in Sonoma County, Kalifornien; † 4. Juni 1977 in San Francisco, Kalifornien) war ein US-amerikanischer Regisseur, Editor und Produzent von Dokumentarkurzfilmen.

## Leben
Richard „Dick“ Elwood Snider Regisseur, Editor und Produzent von Dokumentarkurzfilmen. Für den Film Somebody Waiting, der die schlechte Behandlung von geistig und körperlich behinderten Kindern im Developmental Center in Sonoma, Kalifornien und deren schrittweise Verbesserung dokumentiert, wurde er bei der Oscarverleihung 1972 gemeinsam mit Hal Riney und Woody Omens für den Oscar für den besten Dokumentar-Kurzfilm nominiert. Er führte mit Riney zusammen Regie. Die beiden waren gute Freunde und drehten den Film in ihrer Freizeit. Den Oscar in dieser Kategorie gewannen allerdings Manuel Arango und Robert Amram für Centinelas del silencio.
Richard Snider verstarb am 4. Juni 1977 in San Francisco, Kalifornien.